# 勝田康三
勝田 康三（かつた こうぞう、1928年10月26日 - 2005年6月29日）は、日本のテレビプロデューサー、元テレビ朝日社員。

## 来歴・人物
明治大学中退、専修大学中退。小説家、劇作家の三好十郎に演劇面で師事。
1960年、日本教育テレビ（NET、現・テレビ朝日）に入社。入社当初は外画部に所属、『ララミー牧場』を担当。初期の頃は後の制作局長・田中亮吉との協働で多くのヒットドラマの制作に係わる。製作だけでなく、テレビドラマの演出を務めたこともあった。その後一本立ちし、社名が全国朝日放送になった後に制作局次長、総合プロデューサーを務める。SEDICを経た後、東映の代表取締役会長・泊懋にスカウトされる形で東映に移り、シニアプロデューサー、東映Vシネマ企画プロデューサーを務める。1993年、プロデュース作品『収容所から来た遺書』（1993年8月13日 フジテレビ系放映）で第20回 放送文化基金賞本賞受賞。
2005年6月29日、胃癌のため死去。
お笑い芸人で大川興業元メンバーのピグモン勝田は実子。妻も一時期、女優として活動していた経験があった。

## 担当作品・プロデュース作品
特に局名が記載されているもの以外は、全てテレビ朝日（NET）放映の作品

### テレビドラマ
- 影を燃やせ （企画）
- ポーラ名作劇場 夫を成功させる法 実践恋愛心理学 （演出）
- 坊っちゃんと私 （演出）
- 絢爛たる復讐 （プロデュース）
- 霧のロマン 小樽の女 （プロデュース）
- 五番目の刑事 （プロデュース）
- 大忠臣蔵 （プロデュース）
- 荒野の用心棒 （プロデュース）
- 荒野の素浪人 （プロデュース）
- 破れ傘刀舟悪人狩り （プロデュース・企画）
- 賞金稼ぎ （プロデュース）
- 人魚亭異聞 無法街の素浪人 （プロデュース）
- 破れ奉行 （プロデュース）
- 破れ新九郎 （プロデュース）
- 江戸の鷹 御用部屋犯科帖 （プロデュース）
- 蒼き狼 成吉思汗の生涯 （プロデュース）
- 警視庁殺人課 （企画）
- わが愛の城〜落城記より〜 （プロデュース）
- 遠山の金さん （高橋英樹主演版、企画）
- 京都花見小路の女 （プロデュース）
- パリ行最終便 （プロデュース）
- 影武者徳川家康 （プロデュース）
- ロス発・第一級殺人の女 （プロデュース）
- 手塚治虫物語 （日本テレビ、プロデュース）
- 緋牡丹お竜 （プロデュース）
- 天皇陛下の野球チーム （フジテレビ、プロデュース）
- 収容所から来た遺書 （フジテレビ、プロデュース）- 第20回 放送文化基金賞本賞受賞作品

### ビデオ映画
- 悪徳の勲章（1991年 / 東映ビデオ、SEDIC） - 企画
- 暗黒街の勲章 マニラ極道戦争（1992年 / 東映ビデオ、SEDIC） - 企画
- ダブル・アクション.45（1993年 / 東映ビデオ、SEDIC） - 企画

### その他
- 桂小金治アフタヌーンショー